# Старо Чиче
Старо Чиче је насељено место у саставу Града Велике Горице, у Туропољу, Хрватска.

## Становништво
На попису становништва 2011. године, Старо Чиче је имало 790 становника. Старо Чиче је имало 691 становника 1991. године

## Попис1991.
На попису становништва 1991. године, насељено место Старо Чиче је имало 691 становника, следећег националног састава:
| Попис 1991.‍  | Попис 1991.‍  | Попис 1991.‍ | Попис 1991.‍ | Попис 1991.‍ |
| ------------ | ------------ | ----------- | ----------- | ----------- |
|              |              |             |             |             |
| Хрвати       | Хрвати       |             | 619         | 89,58%      |
| Срби         | Срби         |             | 15          | 2,17%       |
| Муслимани    | Муслимани    |             | 6           | 0,86%       |
| Југословени  | Југословени  |             | 2           | 0,28%       |
| Бугари       | Бугари       |             | 1           | 0,14%       |
| Словенци     | Словенци     |             | 1           | 0,14%       |
| Чеси         | Чеси         |             | 1           | 0,14%       |
| неопредељени | неопредељени |             | 9           | 1,30%       |
| регион. опр. | регион. опр. |             | 4           | 0,57%       |
| непознато    | непознато    |             | 33          | 4,77%       |
| укупно: 691  |              |             |             |             |